# Station Pibrac
Station Pibrac is een spoorwegstation in de Franse gemeente Pibrac.